# توازي على مستوى التعليمة

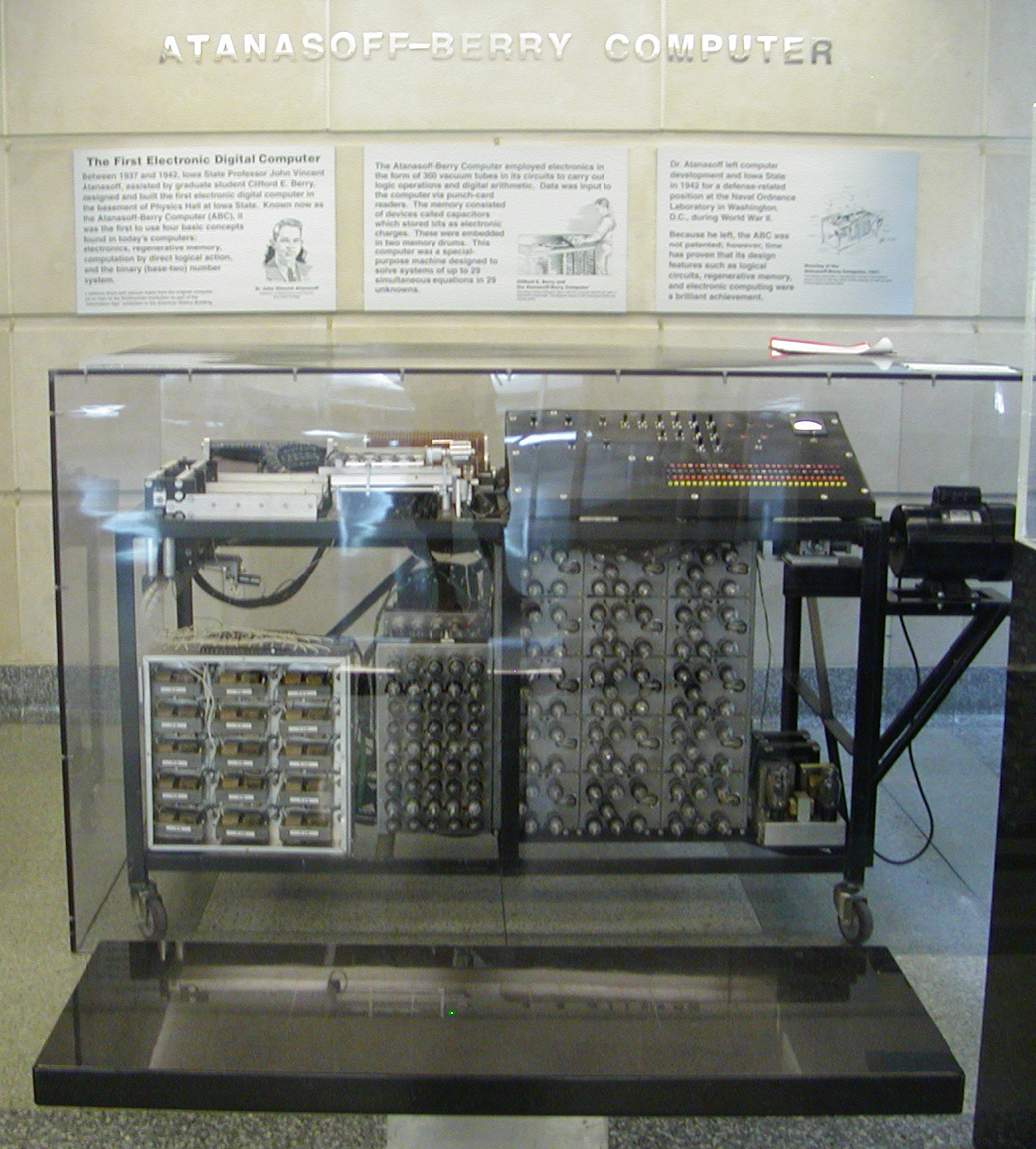

التوازي على مستوى التعليمات (بالإنجليزية: ILP : Instruction-level parallelism) مقياس لعدد العمليات الموجودة في برنامج حاسوبي والتي يمكن أن تنفذ على التوازي. لتمثيل ذلك نأخذ البرنامج التالي :
1. e = a + b
2. f = c + d
3. g = e + f

العملية رقم 3 مرتبطة بنتيجة العمليات 1 و2، فهي بذلك لا تنفذ إلا بعد تنفيذ 1 و2. ولكن بالمقابل فالعمليات 1 و2 غير مرتبطة فيما بينها هذا ما يسمح بتنفيذها بشكل متواز. وإذا اعتبرنا أن تنفيذ كل عملية يستغرق وحدة زمنية واحدة فإن تنفيذ العمليات الثلاث يستهلك وحدتين عوضا عن ثلاث، وبالتالي فإن نسبة التوازي على مستوى التعليمة هي (2/3).
ترجع مهمة تحديد التعليمات القابلة للتنفيذ المتوازي إلى مصممي المترجمات (compiler) والمعالجات (processor) وذلك من أجل الاستفادة قدر ما أمكن من عملية لموازاة. وتختلف مدى الحاجة للعملية الموازاة على مستوى التعليمات حسب مجالات الاستفادة. فهي في مجالات كالحوسبة العلمية والمعالجة الرسومي أكثر استخداماً منها في حالات أخرى كالتشفير حيث معظم العمليات متسلسلة.

### مقالات ذات صلة
- توازي على مستوى الذاكرة

### وصلات خارجية
- (بالإنجليزية) Wired magazine article that refers to the above paper
- (بالإنجليزية) Approaches to addressing the Memory Wall